# Chapelle Sainte-Germaine de Labroquère
La chapelle Sainte-Germaine de Labroquère est un édifice religieux catholique située à Labroquère, dans le département français de la Haute-Garonne en région Occitanie.

## Présentation
La chapelle est située au bord de la route N 125.

## Description

### Intérieur
L'autel et le tabernacle sont en marbre blanc. La façade de l'autel est décorée avec des marguerites avec au centre le monogramme composé des lettres S et G entrelacées, initiales de sainte Germaine.
Le tabernacle est orné de feuilles dorées, avec au centre une statuette de saint Bertrand.
Posée sur le tabernacle, une statue de sainte Germaine.

## Galerie

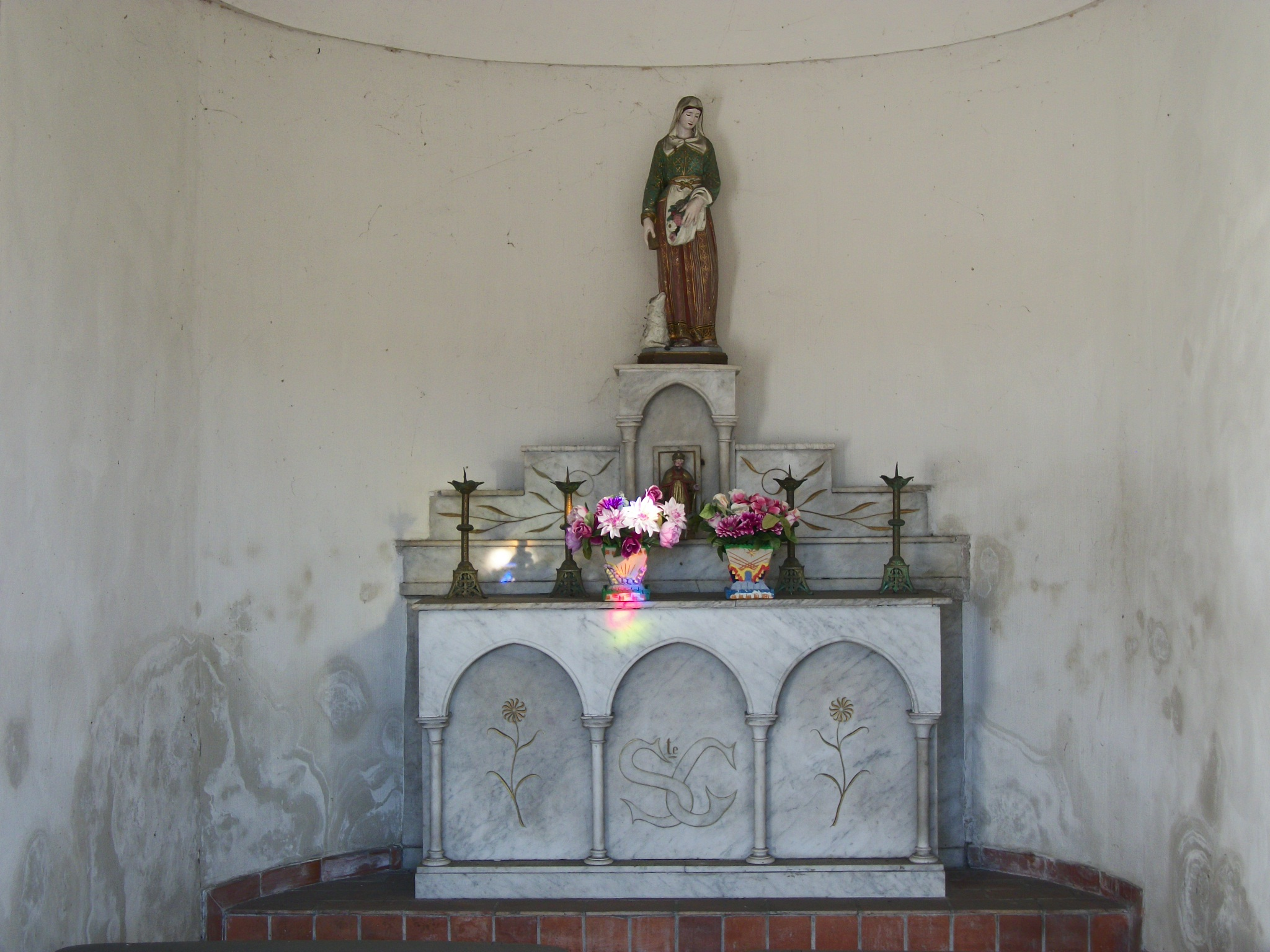
Autel et tabernacle en marbre blanc surmonté d'une statue de sainte Germaine
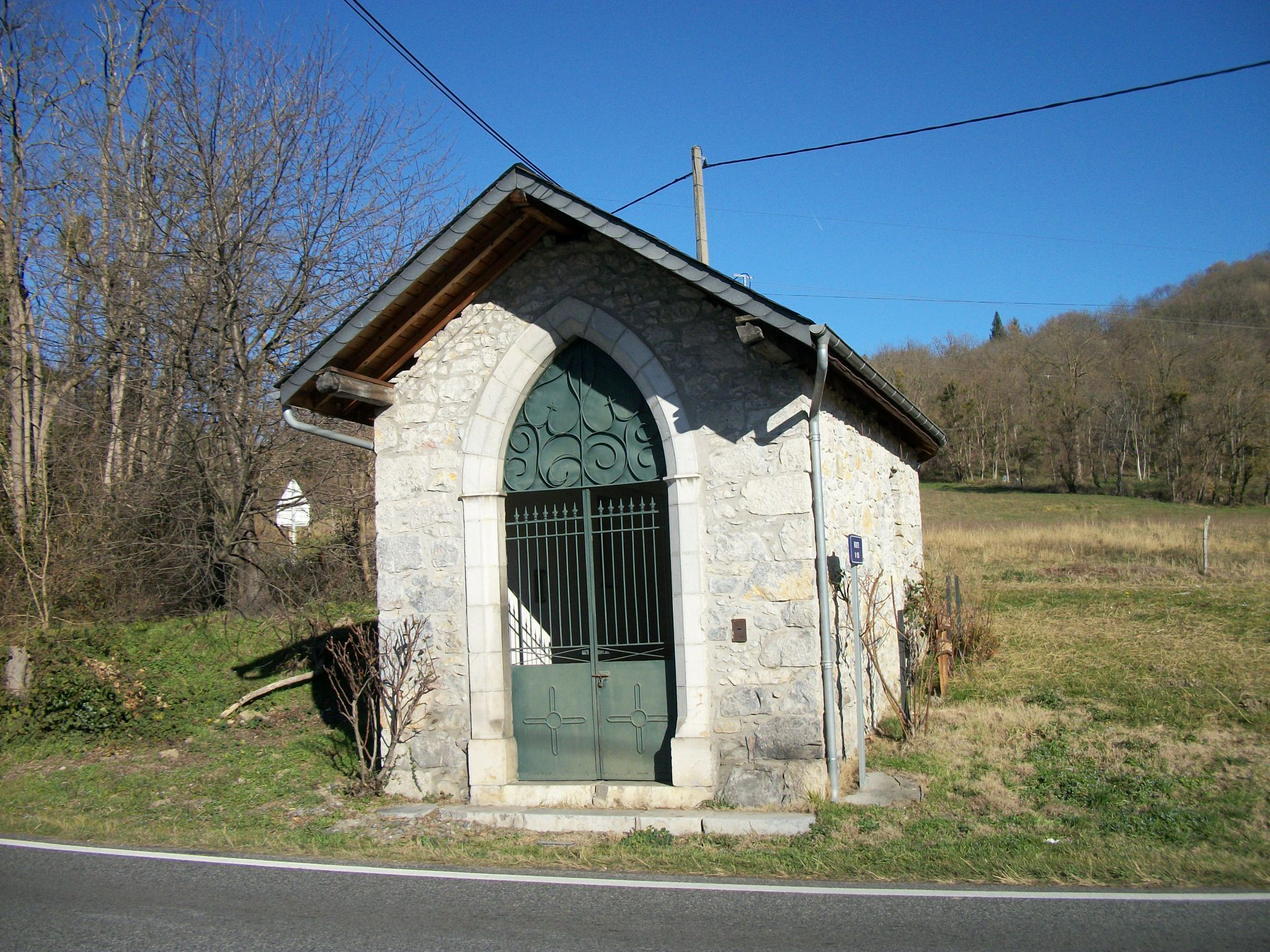
Entrée de la chapelle